# Saint-Ouen-des-Champs
Saint-Ouen-des-Champs è un comune francese di 302 abitanti situato nel dipartimento dell'Eure nella regione della Normandia.

## Società

### Evoluzione demografica
Abitanti censiti